# Erhard Hampe
Erhard Hampe (* 29. April 1928 in Spandorf, Kreis Aussig; † 29. Oktober 1998 in Jena) war ein deutscher Bauingenieur.

## Leben
Seine Jugendjahre verbrachte Hampe in Teplitz-Schönau, Tschechoslowakei. Nach Kriegsende kamen er und seine Familie nach Dresden, wo er 1949 das Bauingenieurstudium an der Technischen Universität Dresden begann. Nach Abschluss des Diploms 1953 und der Promotion ein Jahr später, arbeitete Erhard Hampe ab 1955 in zentraler Forschungsstelle im Großbetrieb Ingenieurtiefbau Brandenburg. Ab 1959 war Hampe u. a. einer der leitenden Ingenieure beim Bau des ersten Kernkraftwerks der DDR bei Rheinsberg. Er unterrichtete an der Hochschule für Bauwesen in Cottbus bis zu deren Auflösung Technische Mechanik und ab 1963 lehrte Hampe als ordentlicher Professor an der HAB Weimar, wo er bis zum Ende seiner Karriere den Lehrstuhl Stahlbeton und Massivbau leitete. Während seiner Zeit in Weimar machte er durch zahlreiche wissenschaftliche Veröffentlichungen international auf sich aufmerksam. So befruchtete das von Hampe mit Oskar Büttner vor dem Hintergrund der Systemtheorie entwickelte Konzept tragender Strukturen des Bauwesens die wissenschafts- und erkenntnistheoretische Interpretation der Entwicklungsgeschichte der Baustatik.

## Schriften
- Statik rotationssymmetrischer Flächentragwerke, Verlag für Bauwesen, 4 Bände, ab 1963
- Vorgespannte Konstruktionen, 2 Bände, Verlag für Bauwesen 1964, 1965
- Industrieschornsteine, Verlag für Bauwesen 1970
- Kühltürme, Verlag für Bauwesen 1975
- mit Oskar Büttner: Bauwerk, Tragwerk, Tragstruktur, 2 Bände, Ernst und Sohn 1977, 1984
- Silos, 2 Bände, Verlag für Bauwesen 1987, 1991
- Spannbeton, Verlag für Bauwesen 1979, 2. Auflage 1980
- Flüssigkeitsbehälter, 2 Bände, Ernst und Sohn 1980, 1982
- Rotationssymmetrische Flächentragwerke, Ernst und Sohn, Verlag für Bauwesen 1981
- Stabilität rotationssymmetrischer Flächentragwerke, Ernst und Sohn 1983

## Ehrungen
- Ehrendoktorwürde der Universität Hannover (7. Februar 1986)
- Wissenschaftspreis der HAB Weimar
- Wissenschaftspreis der Deutschen Bauakademie
- Goldmedaille für besondere Leistungen im Bauwesen
- Medaille für besondere Verdienste in der Bauwissenschaft